# Нагорно-Карабахская Республика
Наго́рно-Караба́хская Респу́блика (арм. Լեռնային Ղարաբաղի Հանրապետություն), другое официальное название — Респу́блика Арца́х (арм. Արցախի Հանրապետություն) — непризнанное государство в Закавказье, существовавшее с 1991 по 2023 год.

Территория НКР, оставшаяся под её фактическим контролем (бледно-розовый цвет) по результатам прекращения огня 2020. Тёмно-зелёным цветом обозначены территории, занятые азербайджанскими войсками в ходе войны, светло- и тёмно-голубым — переданные под контроль Азербайджана согласно условиям прекращения огня. Тёмно-коричневым заштрихованы контролируемые до 26 августа 2022 миротворцами территории, через которые обеспечивалась связь НКР с Арменией

Провозглашена 2 сентября 1991 года в границах Нагорно-Карабахской автономной области и прилегающего Шаумяновского района Азербайджанской ССР, позже к ней были присоединены несколько окружающих её районов Азербайджана, занятых армянскими вооружёнными формированиями.
Не была признана ни одним государством — членом ООН. Территория, контролировавшаяся НКР, — часть международно признанной территории Азербайджанской Республики.
Население в 2015 году составляло 145 053 человека, преимущественно — христиане, столица и крупнейший город — Степанакерт (Ханкенди).
Территориальное расположение — на севере географического региона Передняя Азия и северо-востоке Армянского нагорья. До войны 2020 года граничила с Арменией на западе, с Азербайджаном — на севере и востоке, и с Ираном — на юге. После прекращения огня и выполнения соглашения от 10 ноября 2020 года по всему периметру линии соприкосновения территория, фактически подконтрольная НКР (около 3 тыс. км²), была окружена Азербайджаном.
19—20 сентября 2023 года Азербайджан провёл военную операцию против сил Нагорно-Карабахской Республики, в результате которой за сутки добился полного контроля над регионом. Представители НКР объявили о прекращении огня на условиях, которые по сути явились актом капитуляции республики.
28 сентября 2023 года глава НКР Самвел Шахраманян подписал указ о прекращении существования НКР до 1 января 2024 года. К началу октября 2023 года практически всё армянское население республики выехало из Нагорного Карабаха.

## Этимология
Название НКР явилось видоизменением названия существовавшего ранее административного образования — Нагорно-Карабахской автономной области, которая создана в 1923 году (изначально, с 1923 по 1936 год, называлась Автономной областью Нагорного Карабаха) на территории, известной в тот момент как нагорная часть более обширного региона Карабах (название «Карабах» происходит от тюркского «кара» — чёрный, и персидского «бах» — сад и возникло в Позднем Средневековье). Однако армяне предпочитают называть область и с ней бывшее непризнанное государство более древним хоронимом Арцах.

## История

Карта НКР до начала Второй карабахской войны (2020). Красной линией очерчена территория, де-факто находившаяся под контролем НКР с 1994 по 2020 год. Жёлтая зона соответствуют Нагорно-Карабахской автономной области (НКАО) советских времён, а оранжевая — Шаумяновскому и части Ханларского районов АзССР. Вместе жёлтая и оранжевая зоны, заштрихованная часть которых контролируется Азербайджаном, составляют заявленную территорию НКР на момент заключения перемирия (1994). Светло-зелёная заштрихованная зона соответствуют территориям за пределами бывшей НКАО, которые де-факто находились под контролем НКР после Первой карабахской войны (1994)

2 сентября 1991 года на совместной сессии Нагорно-Карабахского областного и Шаумяновского районного Советов народных депутатов была принята Декларация о провозглашении Нагорно-Карабахской Республики в границах Нагорно-Карабахской автономной области (НКАО) и сопредельного Шаумяновского района Азербайджанской ССР.
10 декабря 1991 был проведён референдум о статусе НКР; 99,89 % участников которого высказались за её независимость. Такой процент был достигнут из-за того, что референдум был бойкотирован азербайджанским меньшинством (23 % от общего населения) области. Референдум не был признан международным сообществом.
6 января 1992 года парламент НКР первого созыва — Верховный Совет НКР — принял Декларацию «О государственной независимости Нагорно-Карабахской Республики». Провозглашению независимости предшествовал почти четырёхлетний армяно-азербайджанский конфликт, приведший к значительному числу жертв и беженцев с обеих сторон, вызванных применением массового насилия и этнических чисток.
В 1991—1994 годах между Нагорно-Карабахской Республикой и Азербайджаном разгорелся военный конфликт, в ходе которого азербайджанцы вытеснили армян с территории бывшего Шаумяновского района и части Нагорного Карабаха, а поддержанная ВС Армении Нагорно-Карабахская Республика установила контроль над несколькими районами Азербайджана, прилегающими к Нагорному Карабаху, и вытеснила оттуда азербайджанское население, что было квалифицировано в 1993 году Советом Безопасности ООН как оккупация территории Азербайджана армянскими силами.
Согласно административно-территориальному делению Азербайджана, территория, фактически контролировавшаяся НКР до Второй карабахской войны, занимала юго-западную часть основной территории Азербайджана (территория бывшей НКАО и некоторые прилегающие территории), примыкала к контролируемым Азербайджаном территориям на севере и востоке, азербайджано-армянской границе — на западе и азербайджано-иранской границе — на юге.
К маю 1992 года силы самообороны НКР сумели взять город Шуша, «пробить» коридор в районе города Лачин, воссоединивший территории Нагорного Карабаха и Республики Армении, тем самым частично ликвидировав блокаду НКР.
В июне-июле 1992 года в результате наступления азербайджанская армия взяла под контроль весь Шаумяновский, большую часть Мардакертского и Аскеранского районов.
В том же 1992 году с целью экономической поддержки бывших советских республик в США был принят «Акт в поддержку свободы» (Freedom Support Act). Сенатом США к акту была принята 907-я поправка, которая запрещала оказание помощи Азербайджану со стороны правительства США до тех пор, пока Азербайджан не прекратит блокаду и военные действия против Армении и Нагорного Карабаха. Согласно некоторым источникам, поправка была принята под давлением армянского лобби. По мнению почётного доктора Национальной академии наук Азербайджана, шведского исследователя Сванте Корнелла, поправка игнорирует тот факт, что Армения сама осуществила эмбарго в отношении Нахичевани, отделённой от основной части Азербайджана, по его же мнению, использование термина «блокада» само по себе вводит в заблуждение — Армения имеет тесные экономические связи с Грузией и Ираном и в данном случае больше подходит термин «эмбарго». Авторы книги «Хрупкий мир» полагают, что закрытие границы[уточнить] с Арменией (1988) произошло из-за оккупации территории Азербайджана (1992—1994).
С целью отражения действий Азербайджана жизнь НКР была полностью переведена на военные рельсы; 14 августа 1992 года был создан Государственный комитет обороны НКР, а разрозненные отряды сил самообороны были реформированы и организованы в Армию обороны Нагорно-Карабахской Республики.
Также в 1992 году для урегулирования карабахского конфликта была создана Минская группа ОБСЕ, в рамках которой осуществляется переговорный процесс с целью подготовки Минской конференции ОБСЕ, призванной добиться окончательного решения вопроса статуса Нагорного Карабаха.
5 мая 1994 года при посредничестве России, Кыргызстана и Межпарламентской Ассамблеи СНГ Азербайджан, НКР и Армения подписали в столице Кыргызстана Бишкеке Бишкекский протокол, на основании которого 12 мая сторонами была достигнута договорённость о прекращении огня.
На начало сентября 2020 года под контролем вооружённых сил Азербайджана находились около трети Шаумяновского района, а также незначительные части Мартакертского и Мартунинского районов НКР.
27 сентября 2020 года активизировались военные действия на линии соприкосновения. Начало нового конфликта высокой интенсивности между вооружёнными силами Азербайджана с одной стороны и вооружёнными силам НКР и Армении с другой стало самым масштабным, продолжительным и кровопролитным с момента окончания Карабахской войны в 1994 году. Наступление азербайджанских войск шло с масштабным применением авиации, бронетехники, артиллерии, ударных БПЛА. Обе стороны сообщали о многочисленных жертвах среди военнослужащих и мирного населения. В Армении и Нагорно-Карабахской Республике объявили военное положение и всеобщую мобилизацию; в Азербайджане было объявлено военное положение и частичная мобилизация. Политическую и военную поддержку Азербайджану оказала Турция, предоставив военную технику, в том числе ударных дронов.
В ходе боевых действий часть территории, контролировавшейся НКР, перешла под контроль Азербайджана: он взял под свой контроль 5 городов, 4 посёлка и 240 сёл. На северном участке азербайджанская армия взяла под свой контроль ряд стратегических высот и населённых пунктов. На юге азербайджанская армия взяла под полный контроль территорию, прилегающую к границе с Ираном, а также город Шуша.
В трёхстороннем заявлении, подписанном 10 ноября 2020 года Арменией, Азербайджаном и Россией, было объявлено о прекращении возобновившихся боевых действий и установлено, что Армения вернёт оставшиеся оккупированные территории, окружающие Нагорный Карабах, в течение следующего месяца. Сделка включает положения о развёртывании российских миротворческих сил в регионе, при этом президент России Владимир Путин заявляет, что он намерен в нынешнем соглашении «создать условия для долгосрочного урегулирования».
В марте 2022 года, несмотря на наличие российских войск в качестве миротворцев, возобновились военные действия в районе сёл Парух (Фаррух) и Храморт (Пирляр). Местными властями введено военное положение, и запрошена реакция миротворцев, находящихся в Карабахе.
19—20 сентября 2023 года, несмотря на наличие российских войск в качестве миротворцев, вооружённые силы Азербайджана провели военную операцию против сил Нагорно-Карабахской Республики. Азербайджан за сутки добился полного контроля над Нагорно-Карабахской Республикой.

### Прекращение существования
Представители НКР объявили о прекращении огня на условиях, которые по сути являются актом капитуляции республики. Армянские формирования сдали российским миротворцам и азербайджанским военным танк Т-72, несколько БМП-2 и стрелковое оружие. 28 сентября 2023 года президент Самвел Шахраманян подписал указ о роспуске всех государственных учреждений и организаций, находящихся в их ведомственном подчинении к 1 января 2024 года и о прекращении существования Нагорно-Карабахской Республики.
После прекращения военных действий начался исход армянского населения из региона. Вся территория бывшей республики перешла под контроль Азербайджана. 15 октября 2023 года президент Азербайджана Ильхам Алиев поднял государственный флаг Азербайджана на центральной площади Ханкенди.
1 января 2024 года республика в соответствии с указом Шахраманяна прекратила существование. Де-факто республика прекратила существовать после военной операции Азербайджана.

## Политическая жизнь
Нагорно-Карабахская Республика была президентско-парламентской республикой, главой государства был президент. В индексе свобод Freedom House (2023) Нагорный Карабах считался частично свободным регионом.

### Президент

Панорама Степанакерта

Президентом с 2007 по 2020 год являлся Бако Саакян. Его предшественником был Аркадий Гукасян, который занимал пост президента с 1997 по 2007 год.
31 марта 2020 года в первом туре президентских выборов победил Араик Арутюнян, его вступление в должность состоялось 20 мая 2020 года. 1 сентября 2023 года он подал в отставку и вместо него парламентом НКР 9 сентября 2023 года был избран последний президент НКР Самвел Шахраманян.

### Национальное собрание
Законодательным органом было 33-местное Национальное Собрание.
Последние выборы депутатов Национального Собрания НКР состоялись в 2020 году, в избранный парламент нового созыва прошли пять партий.

### Правительство
Исполнительную власть НКР осуществляло Правительство НКР, полномочия которого устанавливались законами НКР. Правительство состояло из премьер-министра НКР, вице-премьера, министров. Структура и порядок деятельности Правительства устанавливалось указом президента НКР в присутствии премьер-министра. В правительстве было 11 министерств.
Согласно новой Конституции, должность премьер-министра была упразднена (с сентября 2017 года).

### Постоянные представительства НКР
- Армения — Ереван[59]
- Россия — Москва[59]
- США — Вашингтон[59]
- Франция — Париж[59]
- Австралия — Сидней[59]
- Ливан — Бейрут[59]
- Германия — Потсдам[59]

Нагорно-Карабахская Республика являлась членом неформального объединения СНГ-2.

### Государственные праздники

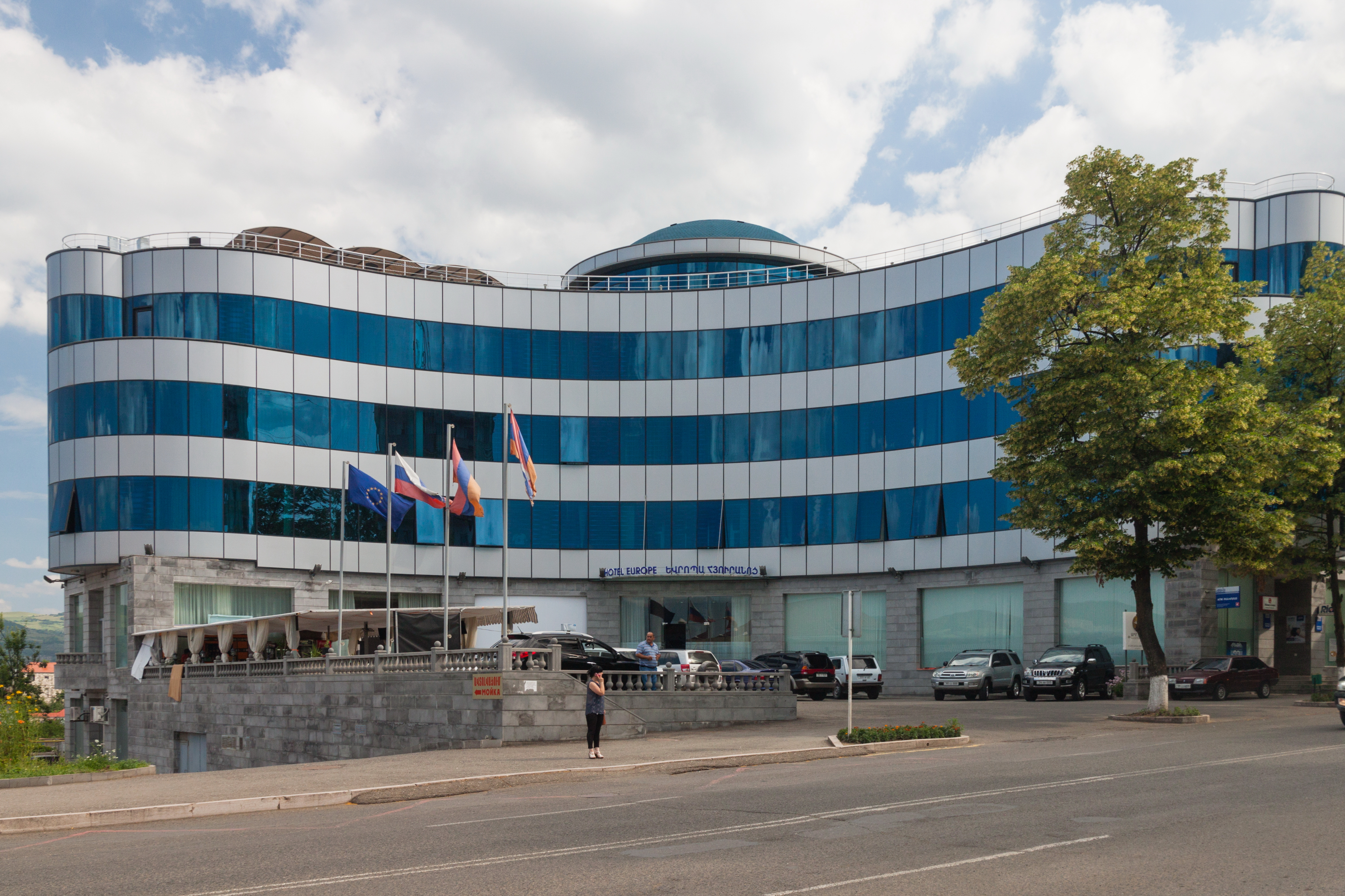
Степанакерт, отель «Европа»

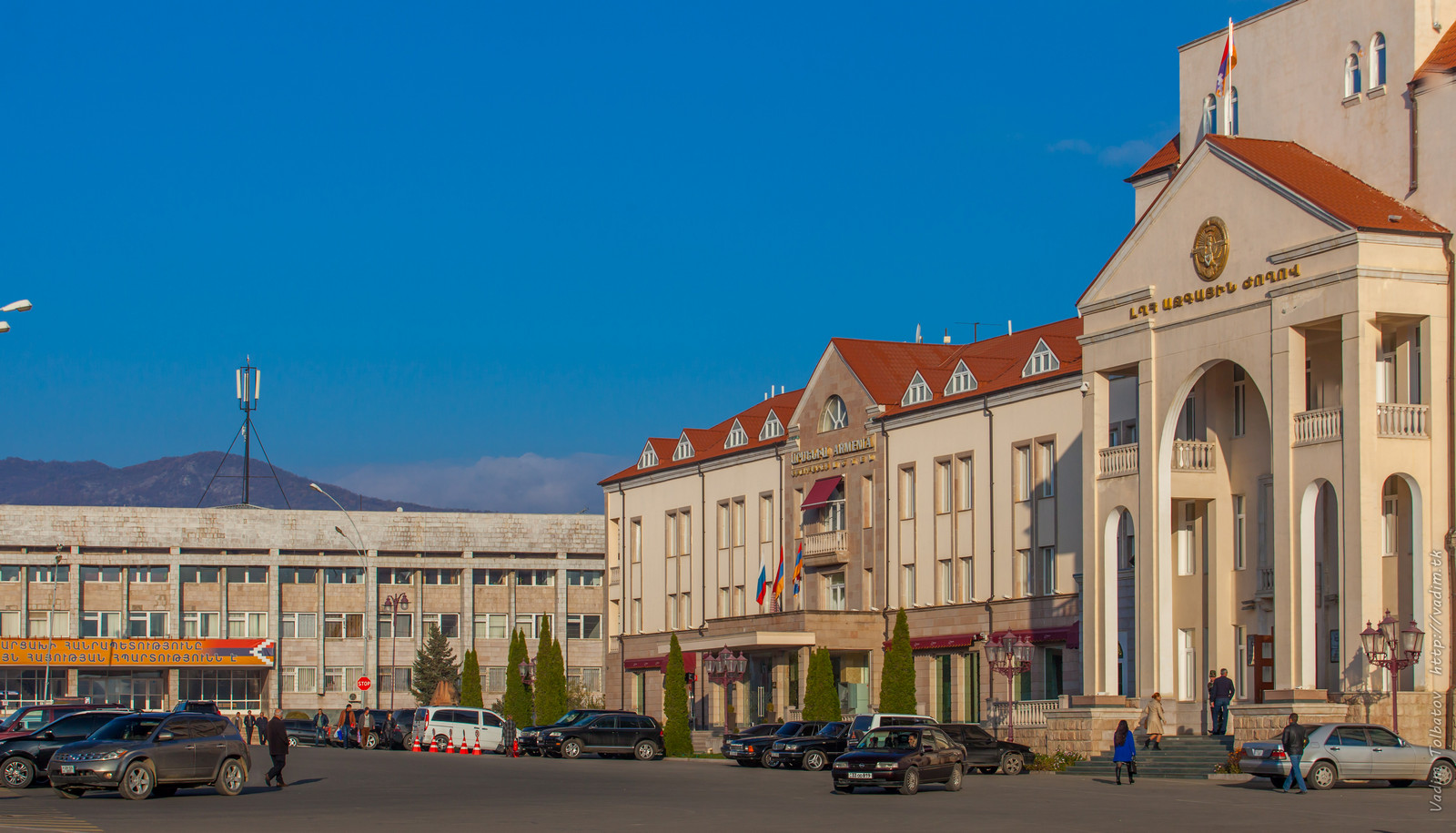
Степанакерт, центр города

Официально в республике были установлены следующие праздники:
- С 31 декабря по 7 января (нерабочие дни) — новогодние и рождественские праздники.
  - С 31 декабря по 2 января — Новый год.
  - С 3 по 5 января — предрождественские праздники.
  - 6 января — Рождество и Святое Богоявление.
  - 7 января — День поминовения усопших
- 20 февраля — День возрождения Арцаха.
- 21 февраля — День родного языка.
- 23 февраля — День защитника Отечества.
- 8 марта (нерабочий день) — Международный день женщин.
- 7 апреля (нерабочий день) — Праздник материнства и красоты.
- 24 апреля (нерабочий день) — День памяти жертв геноцида.
- 1 мая (нерабочий день) — Международный день солидарности трудящихся.
- 9 мая (нерабочий день) — Праздник Победы, День Армии обороны Нагорно-Карабахской Республики и освобождения Шуши.
- 28 мая (нерабочий день) — День Первой Армянской Республики.
- 1 июня — Международный день защиты детей.
- 29 июня — День памяти павших за Родину и без вести пропавших.
- 1 сентября — День знаний и просвещения.
- 2 сентября (нерабочий день) — День Нагорно-Карабахской Республики.
- вторая суббота октября — Праздник переводчика.
- 7 декабря — День памяти жертв землетрясения.
- 10 декабря (нерабочий день) — День референдума о государственной независимости и День Конституции Нагорно-Карабахской Республики.

## Вооружённые силы

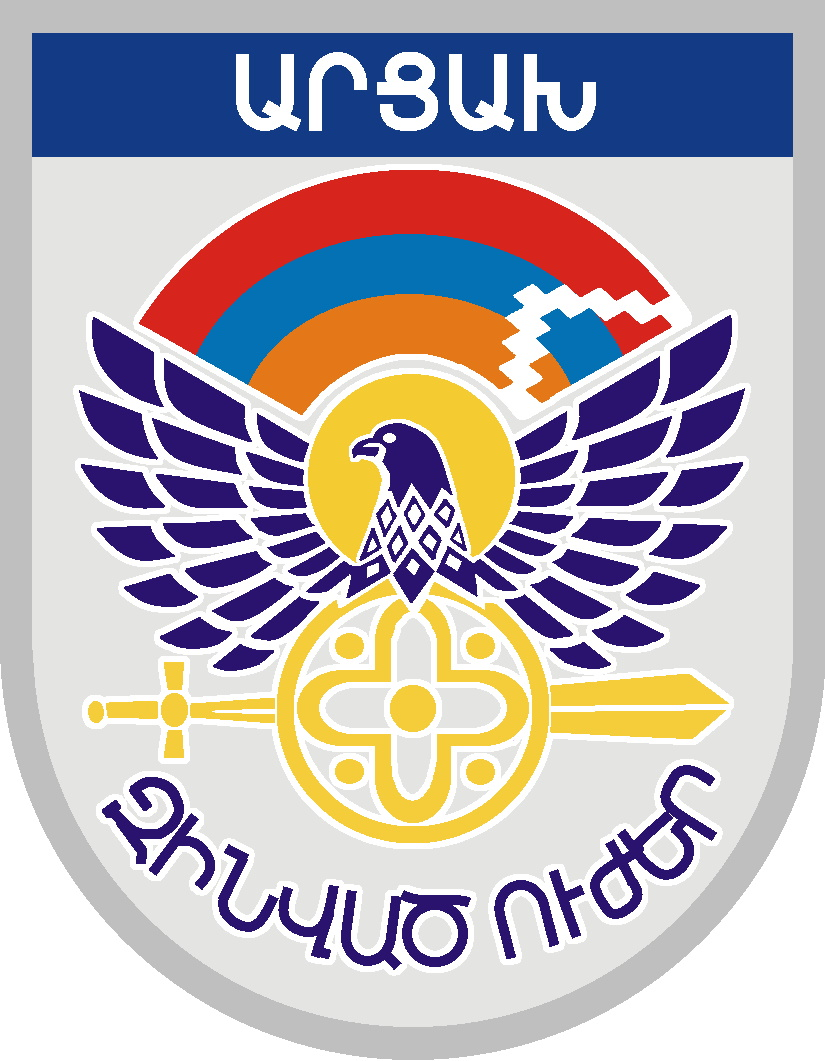
Эмблема вооружённых сил Нагорно-Карабахской Республики

А́рмия оборо́ны Наго́рно-Караба́хской Респу́блики была официально создана 9 мая 1992 года в качестве вооружённых сил непризнанной Нагорно-Карабахской Республики, объединивших отряды самообороны, создававшиеся в начале 1990-х годов. В её состав входят мотопехотные, танковые, артиллерийские части и подразделения и силы ПВО. В 2002 году военный бюджет НКР составлял около 20 % от ВВП.
Создателями Армии обороны НКР стали Самвел Бабаян («Ижо», командующий армией НКР до 1999), генерал Христофор Иванян и ряд других советских офицеров — полковник Анатолий Зиневич, полковник Аркадий Тер-Тадевосян, майор Сейран Оганян, а также Серж Саргсян (и. о. министра обороны Нагорно-Карабахской Республики с 1992 по август 1993), Вазген Саргсян (министр обороны Армении в 1992—1993, государственный министр, и. о. министра обороны в 1993—1995, премьер-министр Армении в 1998—1999), Монте Мелконян («Аво», руководитель обороны в Мартунинском районе). Руководителем военного отряда, в августе 1992 года ставшим председателем государственного комитета обороны, был Роберт Кочарян.
Армия обороны НКР была тесно связана с Вооружёнными силами Армении, которые помогали вооружением и военным снаряжением. Офицеры из Армении участвовали в подготовке военных кадров Армии НКР.
После окончания боевых действий в сентябре 2023 года была распущена.

## География

### Рельеф

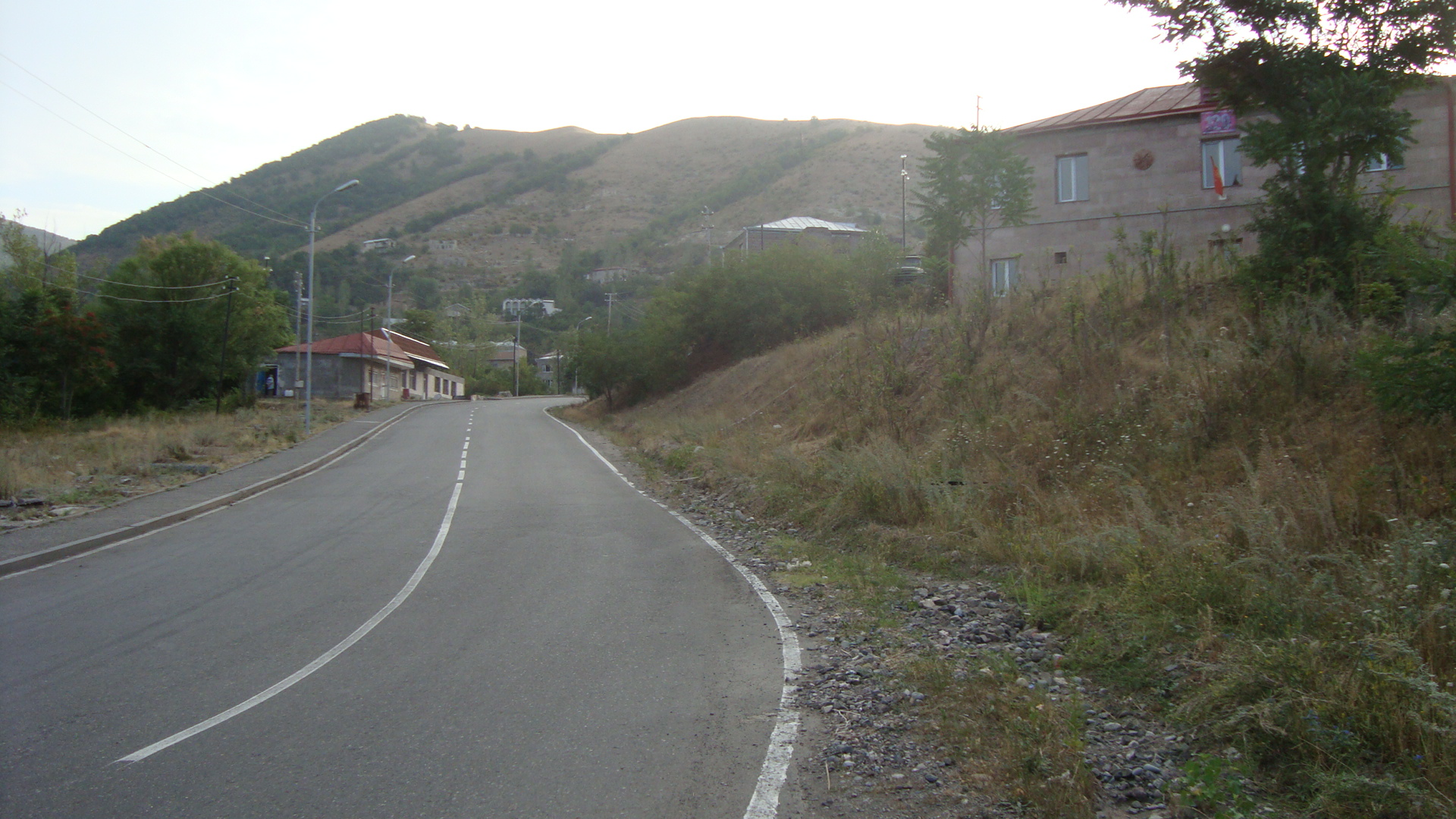
Автомагистраль, соединявшая Республику Армению и Нагорно-Карабахскую Республику в Лачинском коридоре

Нагорно-Карабахская Республика была расположена в юго-восточной части Малого Кавказа. Рельеф — типично горный, охватывает восточный отрезок Карабахского плато и с запада наклонно спускается к востоку, сливаясь с Карабахской равниной, составляющей большую часть Кура-Араксинской низменности. Относительно низменными являлись восточные части Мартакертского и Мартунинского районов.

### Климат
На территории Нагорно-Карабахской Республики распространено 2 климатических пояса, климат здесь мягкий умеренный, на значительной территории — сухой субтропический. Среднегодовая температура воздуха здесь составляет +10,5° С. Самые жаркие месяцы — июль и август, средняя температура которых составляет +21,7° С и +21,4° С. Средняя температура самых холодных месяцев (январь-февраль) — около 0° С. Наиболее тёплыми местностями на территории Нагорно-Карабахской Республики являются низменные зоны Мартунинского и Мартакертского районов.
В зимние месяцы относительно холодный пояс охватывает высокогорный, в особенности северный отрезок — Мравский хребет (Муровдаг). Наименьшая температура в низменной зоне опускается до −16° С, в предгорье — до −19° С, высокогорье — от −20° С до −23° С. Наиболее высокая температура в низменных и предгорных местностях доходит до +40° С, среднегорных и горных местностях — от +32° С до +37° С.
На территории республики преобладают горно-долинные ветры. В весенние и летние месяцы часто бывают проливные дожди и сильные грозы. Среднегодовое количество атмосферных осадков по поясам колеблется от 480 до 700 мм, часто встречается туман. Наименьшие осадки выпадают в равнинной зоне — в низменных частях Мартакертского и Мартунинского районов — и составляют 410—480 мм в год. Наибольшее количество осадков выпадает в высокогорной зоне — 560—830 мм в год.

Природа и география Нагорного Карабаха
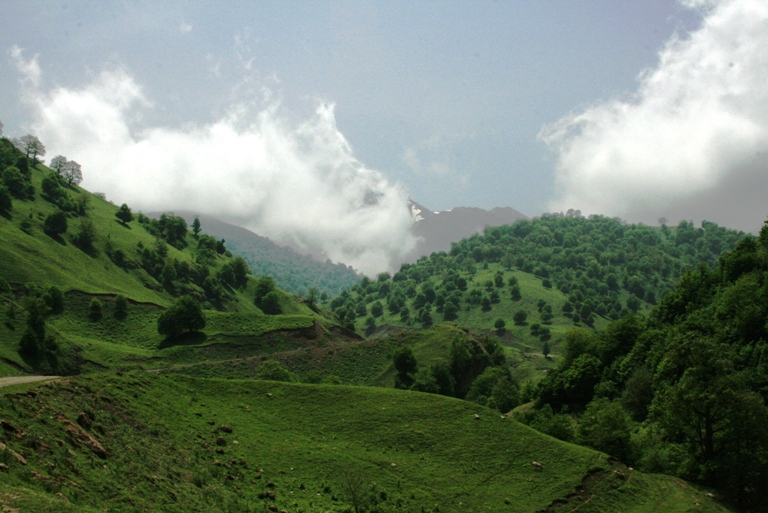
Мравский хребет (Муровдаг)
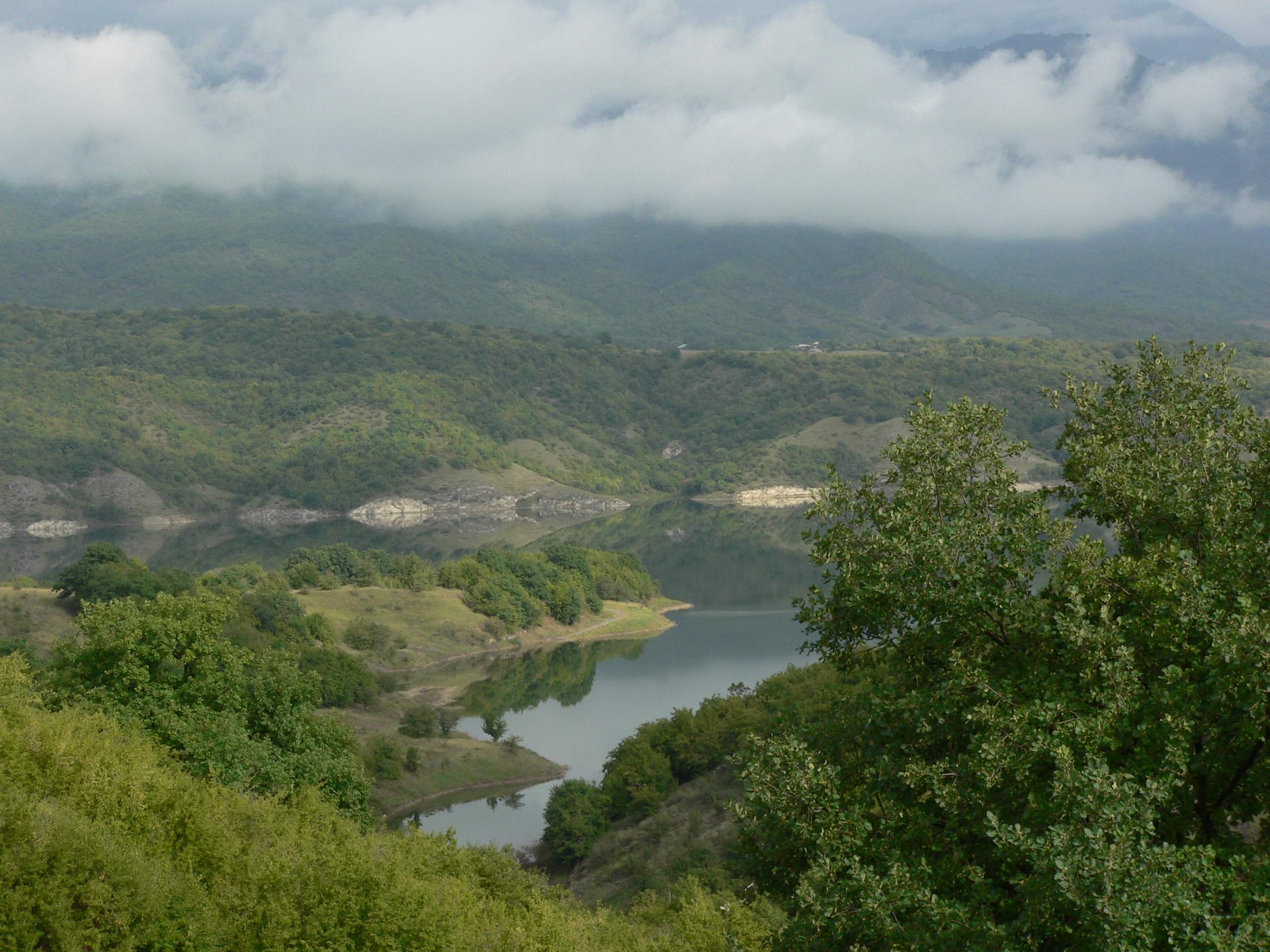
Сарсангское водохранилище
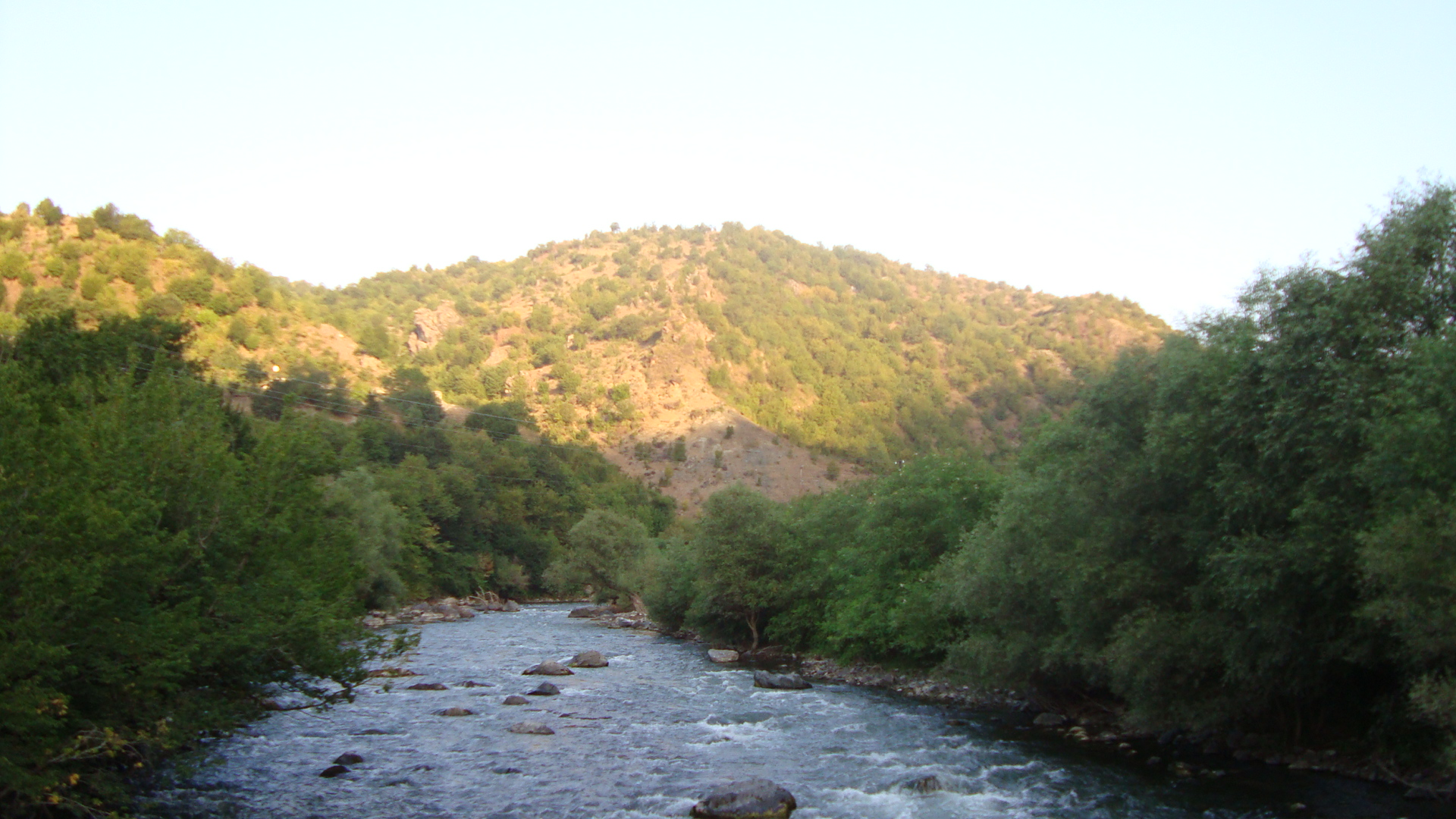
Река Тертер

### Водные ресурсы
Реки относятся к бассейну Куры (Тертер, Хачен, Каркар). Из-за имеющегося наклона почти все реки Нагорно-Карабахской Республики текут с гор с запада и юго-запада на восток и юго-восток на Карабахскую равнину. Наибольшими реками являются Тертер и Хачынчай.
Озёра на территории Нагорно-Карабахской Республики практически отсутствуют. На севере расположено Сарсангское водохранилище.

## Административно-территориальное деление

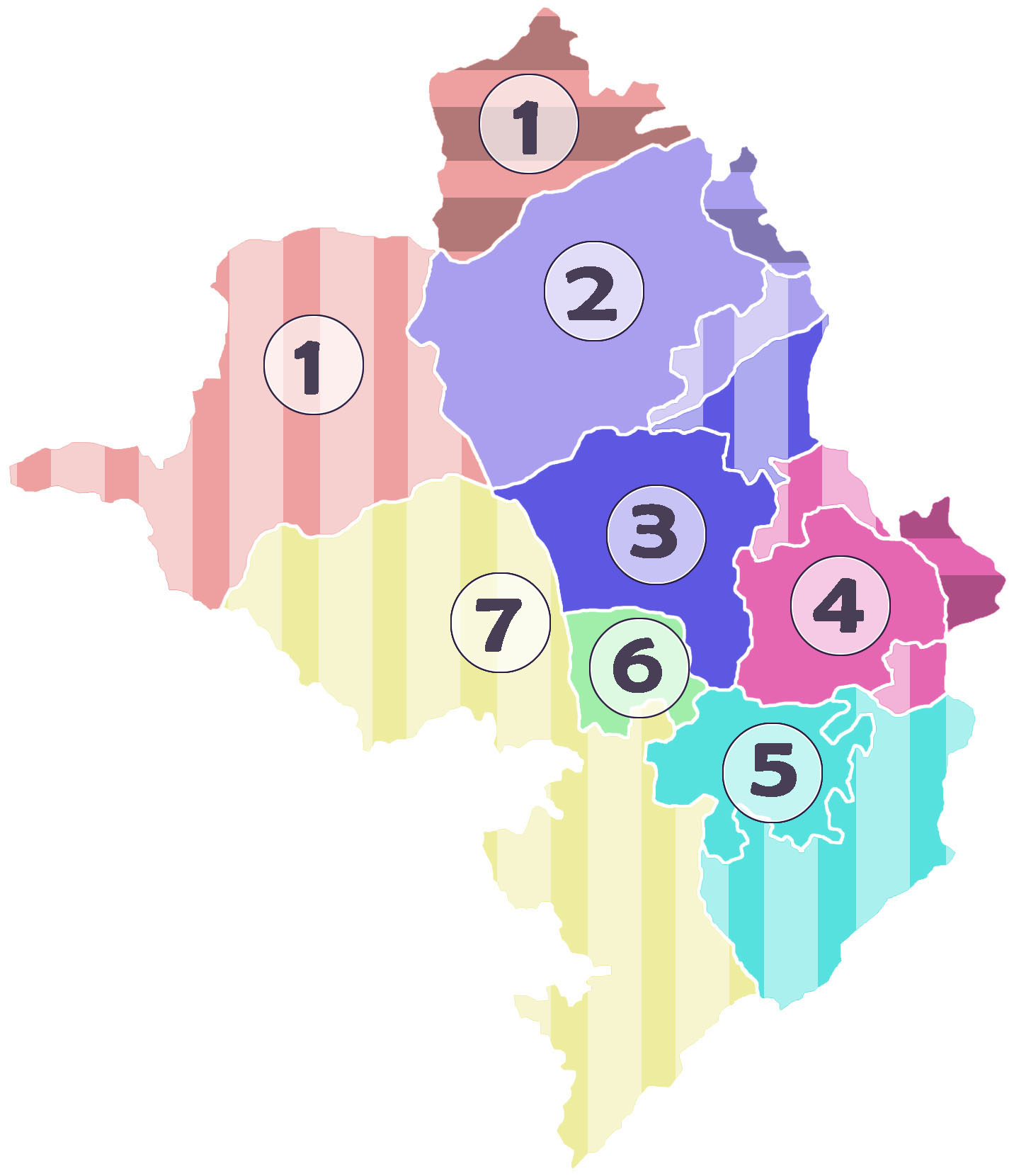
Административно-территориальное деление НКР. Районы:
1 — Шаумяновский,
2 — Мартакертский,
3 — Аскеранский,
4 — Мартунинский,
5 — Гадрутский,
6 — Шушинский,
7 — Кашатагский

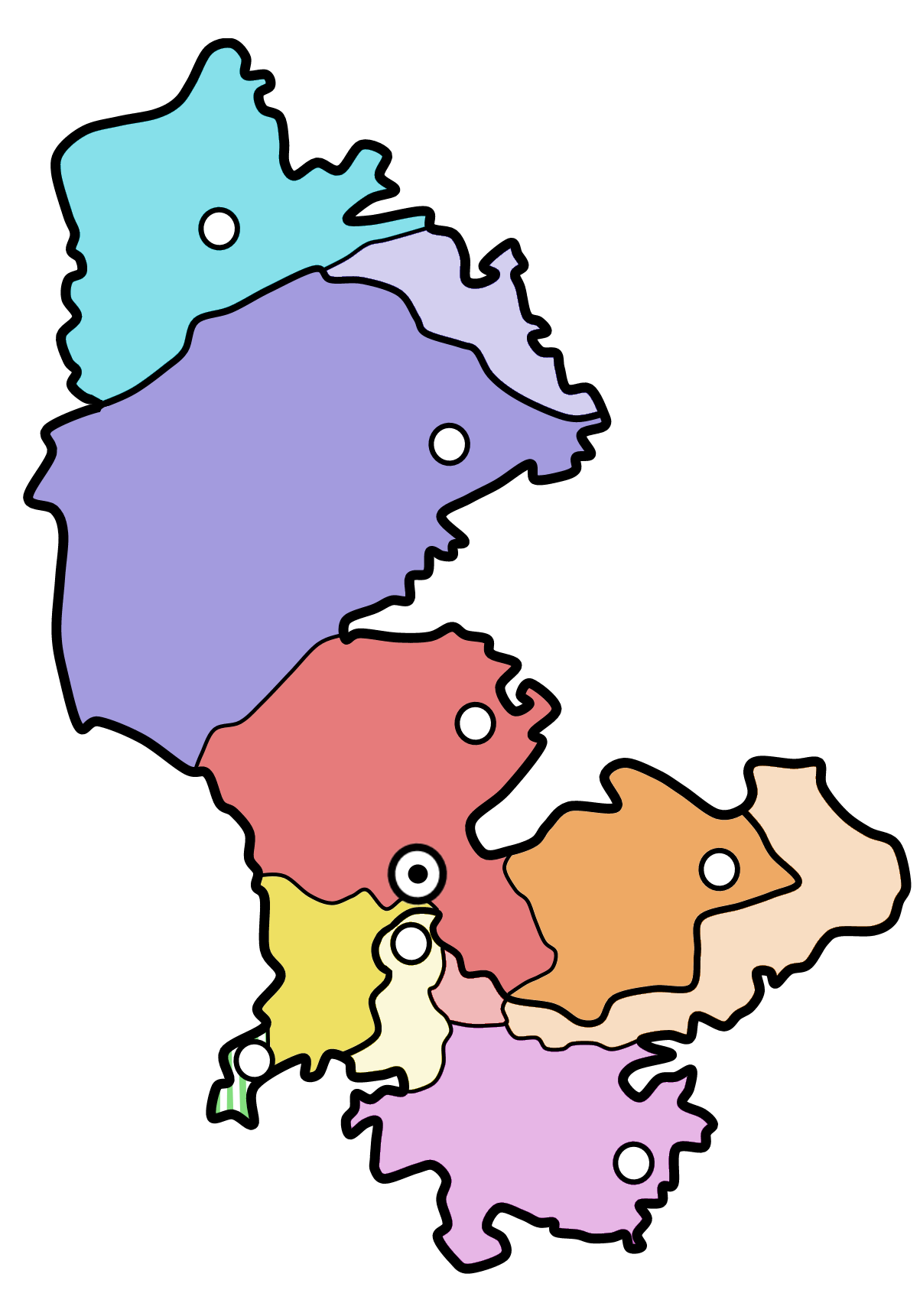
Административно-территориальное деление Нагорно-Карабахской Республики по состоянию на 1991

Территориально Нагорно-Карабахская Республика разделена на 7 районов и столицу Степанакерт:
| Район                  | Центр                    |
| ---------------------- | ------------------------ |
| Степанакерт (Ханкенди) |                          |
| Аскеранский            | г. Аскеран               |
| Гадрутский             | г. Гадрут                |
| Мартакертский          | г. Мартакерт (Агдере)    |
| Мартунинский           | г. Мартуни (Ходжавенд)   |
| Шаумяновский           | г. Карвачар (Кельбаджар) |
| Шушинский              | г. Шуши (Шуша)           |
| Кашатагский            | г. Бердзор (Лачын)       |

Пять из них — Аскеранский, Гадрутский, Мартакертский, Мартунинский и Шушинский располагаются как на территории бывшей НКАО, так и за её пределами, заявленные земли Шаумяновского района располагаются на территории бывших Шаумяновского и Кельбаджарского Азербайджанской ССР, а также части Ханларского района АзССР, Кашатагский район располагается на части территории бывшего Лачинского района АзССР.
Территории за пределами границ бывшей НКАО, контролировавшиеся НКР до 2020 года, а также Шаумяновского и части Ханларского районов АзССР, часто именовались поясом или зоной безопасности НКР.
В 2021 году власти НКР приняли законопроект, согласно которому в состав государства входят территории, на которых была провозглашена Нагорно-Карабахская Республика: бывшая Нагорно-Карабахская автономная область (НКАО), Шаумяновский район; и те территории, которые входили в состав Нагорно-Карабахской Республики до Второй карабахской войны.

### Территориальные изменения
- апрель — май 1992 — установление контроля над Лачинским районом
- 9 мая 1992 — установление контроля над Шушой
- июнь — июль 1992 — утрата контроля над Шаумяновским районом
- март 1993 — установление контроля над Кельбаджарским районом
- 13—23 июня 1993 — установление контроля над частью Агдамского, Джебраильского, Физулинского районов
- 23 августа 1993 — установление контроля над Джебраильским и большей частью Физулинского районов
- 31 августа 1993 — установление контроля над Кубатлинским районом
- 29 октября 1993 — установление контроля над Зангеланским районом
- декабрь 1993 — январь 1994 — утрата контроля над большей частью Физулинского района
- 27 сентября — 31 октября 2020 — утрата контроля над частями Шаумяновского, Гадрутского (в Азербайджане — территории Джебраильского и Ходжавендского районов), Кашатагского района (в Азербайджане — территории Зангеланского, Губадлинского районов) и городами Физули и Гадрут
- 1—10 ноября 2020 — утрата контроля над частями Мартунинского, Гадрутского (в Азербайджане оба района являются частью Ходжавендского района), Шушинского районов и городом Шуша
- В результате Второй карабахской войны республика потеряла большую часть контролировавшейся ей территории. По заявлению о прекращении огня от 10 ноября 2020 года стороны остановились на занятых позициях, а части территорий Шаумяновского, Аскеранского, Мардакертского, Мартунинского, Кашатагского и Шушинского районов (в Азербайджане — части Кельбаджарского, Агдамского и Лачинского районов) были возвращены под контроль Азербайджана[79].
- По итогам боевых действий к концу сентября 2023 года Азербайджан фактически взял под контроль всю территорию Нагорного Карабаха[80].

## Население
| Год  | Население | Население | Армяне  | (%)   | Азербайджанцы | (%)   | Русские      |
| ---- | --------- | --------- | ------- | ----- | ------------- | ----- | ------------ |
| 1923 | 157 807   | 157 807   | 142 470 | 90,3  | 15 261        | 9,7   | 46           |
| 1926 | 125 159   | 125 159   | 111 694 | 89,24 | 12 592        | 10,1  | 596 (0,5 %)  |
| 1939 | 150 837   | 150 837   | 132 800 | 88,04 | 14 053        | 9,3   | 3174 (2,1 %) |
| 1959 | 130 406   | 130 406   | 110 053 | 84,4  | 17 995        | 13,8  | 1790 (1,6 %) |
| 1970 | 150 313   | 150 313   | 121 068 | 80,5  | 27 179        | 18,1  | 1310 (0,9 %) |
| 1979 | 162 181   | 162 181   | 123 076 | 75,9  | 37 264        | 23    | 1265 (0,8 %) |
| 1989 | 189 085   | 189 085   | 145 450 | 76,92 | 40 688        | 21,5  | 1922 (1,0 %) |
| 2005 | 137 737   | 137 737   | 137 380 | 99,74 | 6             | 0,004 | 171 (0,12 %) |
| 2015 | 145 053   | 145 053   | 144 683 | 99,74 | н/д           | н/д   | 238 (0,16 %) |

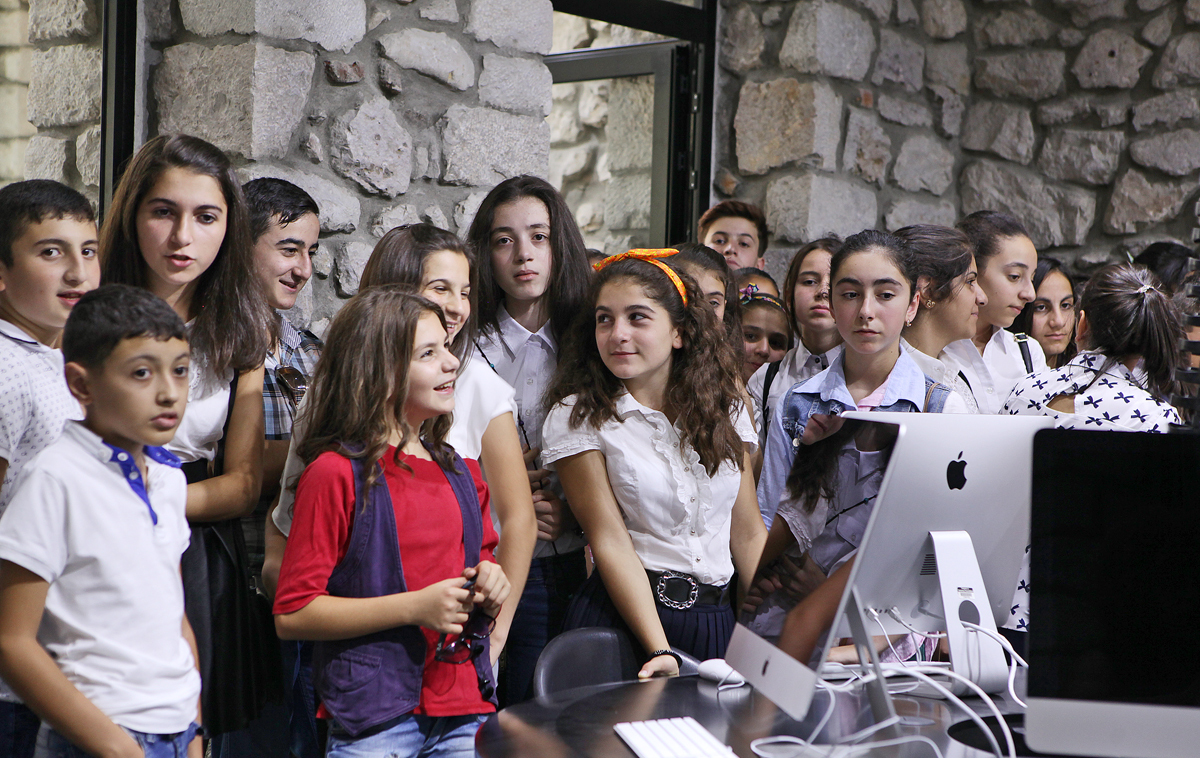
Дети в Степанакертском филиале образовательного центра «Тумо»

По результатам переписи населения Нагорно-Карабахской Республики 2005 года численность населения в республике составила 137 737 человек, из них армян — 137 380 человек (99,74 %), русских — 171 человек (0,1 %), греков — 22 человека (0,02 %), украинцев — 21 человек (0,02 %), грузин — 12 человек (0,01 %), азербайджанцев — 6 человек (0,005 %), представителей других национальностей — 125 человек (0,1 %). В 2006 году в НКР родилось 2102 ребёнка — на 4,9 % больше, чем в 2005 году. В расчёте на 1000 жителей родилось 15,3 ребёнка против 14,6 в 2005 году. Естественный прирост населения за то же время увеличился на 16,5 %. В 2006 году в Нагорно-Карабахскую Республику из Армении и других стран СНГ переехала на постоянное жительство 241 семья, или 872 человека, 395 из которых — дети. По оценкам на 2017 год, население Нагорно-Карабахской Республики насчитывало 147 тысяч человек.
Согласно предварительным данным переписи населения НКР 1 декабря 2015 года, численность населения НКР составляла 150 932 человека постоянного населения (включая временно отсутствующих в стране) или 146 260 наличного населения (учтённого переписью на территории НКР без временно выехавших из страны).

### Религиозный состав
Подавляющее большинство населения Нагорно-Карабахской Республики являлись прихожанами Армянской Апостольской церкви, которая была представлена на территории НКР Арцахской епархией.
Миноритарные группы верующих зачастую не имели регистрации в министерстве юстиции. На 2006 год были представлены объединениями: «Свидетели Иеговы» (с 1993 года, 200 членов), «Евангелистские баптисты» (с 2000, около 20 членов), «Христианская Евангелистская вера» (с 1999, 350 членов), «Адвентисты седьмого дня» (с 2000, 40 членов), «Евангелистская церковь» (с 1995, 600 членов), «Иисусисты».
В 2010 году в Степанакерте прошла церемония закладки русского православного храма в честь Покрова Богородицы.

## Международно-правовой статус
Согласно административно-территориальному делению Азербайджанской Республики, территория, контролируемая НКР, является частью Азербайджана. Приверженность территориальной целостности Азербайджанской Республики упоминается в резолюциях Совета Безопасности ООН, Генеральной Ассамблеи ООН и ряда других международных организаций: в 1993 году Советом Безопасности ООН были приняты четыре резолюции, касающиеся Карабахского конфликта, квалифицирующих контроль местными армянскими силами территорий, находящихся за пределами НКАО, как оккупацию территории Азербайджана армянскими силами, в марте 2008 года Генеральной Ассамблеей ООН была принята резолюция «Положение на оккупированных территориях Азербайджана», которую поддержали 39 государств — членов ООН (сопредседатели Минской группы ОБСЕ США, Россия и Франция проголосовали против принятия данной резолюции), в 2009 году Государственный департамент США в своём ежегодном докладе о соблюдении свободы вероисповедания в мире назвал Карабах «сепаратистским регионом Азербайджана».

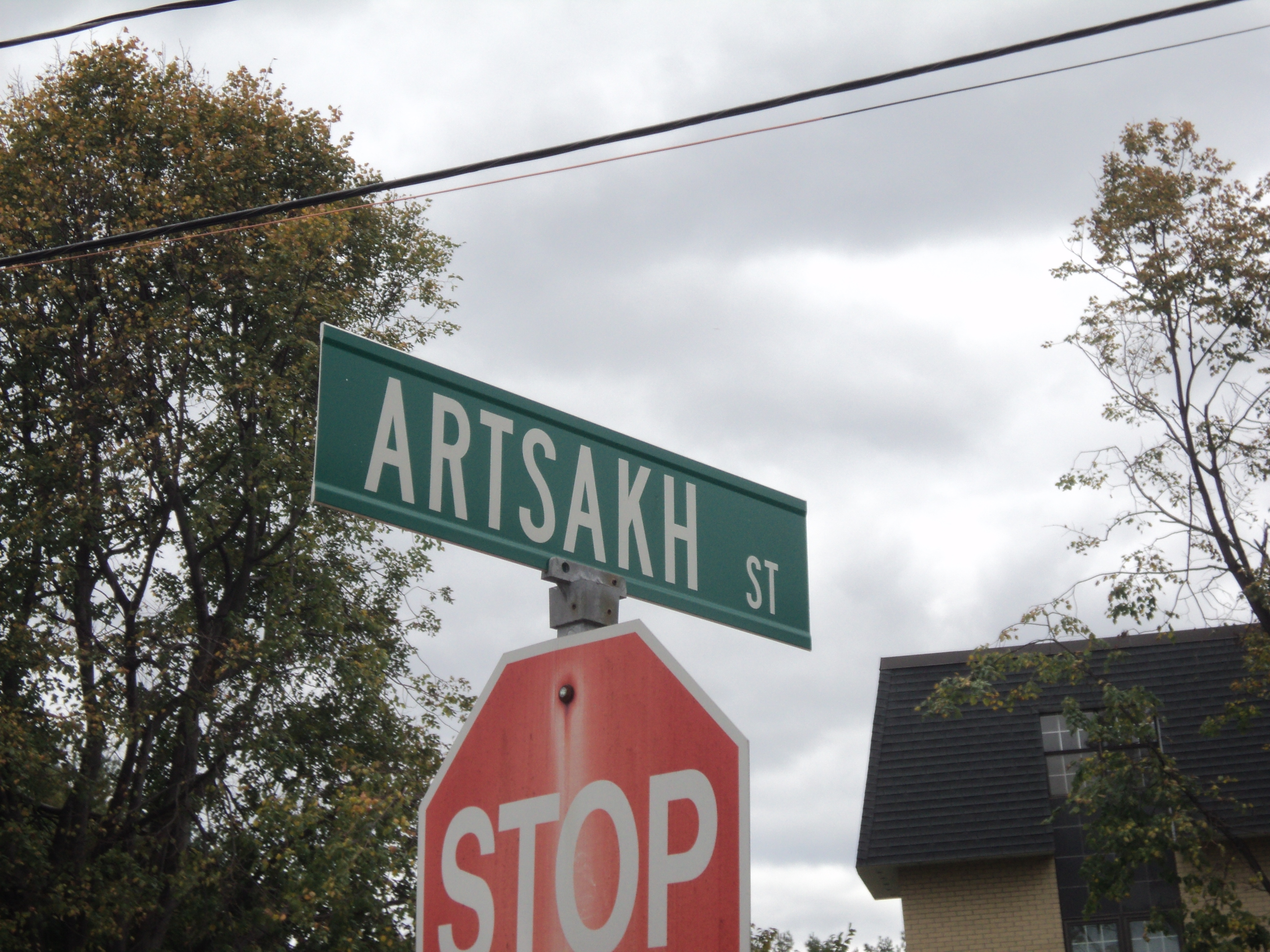
Улица Арцаха в Уотертауне, штат Массачусетс, США

НКР не получила признания со стороны государств — членов ООН и не являлась её членом; в связи с этим в официальных документах государств — членов ООН и образованных ими организациях по отношению к НКР не употреблялись некоторые политические категории (президент, премьер-министр, выборы, правительство, парламент, флаг, герб, столица). Для обозначения властей НКР как стороны конфликта в документах ООН и ОБСЕ, связанных с конфликтом, употреблялось выражение «руководство Нагорного Карабаха» (англ. «Leadership of Nagorny Karabakh»), что, как подчёркивают дипломаты[кто?], не рассматривается как формальное признание какого-либо дипломатического или политического статуса региона.
Нагорно-Карабахская Республика была признана частично признанными государствами Абхазией и Южной Осетией, а также непризнанной Приднестровской Молдавской Республикой.
Парламент крупнейшего по населению австралийского штата Новый Южный Уэльс также признал право народа Нагорно-Карабахской Республики на самоопределение и призвал власти Австралии официально признать независимость НКР. В ноябре 2015 года министр иностранных дел Австралии подтвердил, что федеральное правительство Содружества Австралии этого не признаёт и считает этот регион частью Азербайджана.
Резолюции с призывом к президенту и конгрессу США признать независимость НКР приняли законодательные органы власти американских штатов Род-Айленд, Массачусетс, Мэн, Луизиана, Калифорния, Джорджия, Гавайи и Мичиган.
Мнения политологов относительно статуса НКР расходятся. Так, по мнению немецкого правоведа О. Лухтерханда, «В исключительных случаях, то есть когда национальное меньшинство дискриминируется в невыносимой форме, тогда право самоопределения в форме права на сецессию имеет первенство над суверенитетом государства, которого оно касается. В рассматриваемом случае право Азербайджана на суверенитет теряет вес по сравнению с правом на самоопределение (право сецессии)…».
По мнению российских политологов Сергея Маркедонова и Андрея Арешева, невозможно отрицать тот факт, что НКР обладала собственной территорией, особой организацией власти и фактическим суверенитетом, то есть вполне подходила под формальное определение государства. С их точки зрения, НКР, не отличаясь от других существующих на свете государств ничем, кроме отсутствия её признания, могла именоваться непризнанным государством.
По мнению же западного политолога Дава Линча, в случае Нагорного Карабаха независимость в действительности является ширмой, которая едва скрывает тот факт, что он являлся регионом Армении, — «независимость» Карабаха лишь позволяла недавно возникшему армянскому государству избежать международного клейма агрессора, несмотря на тот факт, что армянские войска принимали участие в войне в 1991—1994 годах и продолжали занимать линию фронта между Карабахом и Азербайджаном. В 2006 году президент Армении Роберт Кочарян заявил, что его страна призна́ет независимость Нагорно-Карабахской Республики, если переговоры с Азербайджаном зайдут в тупик.
Международные организации, в том числе ООН, НАТО, Евросоюз, Совет Европы, ОБСЕ, ОИК и ГУАМ, считают нелегитимными выборы, проводимые в регионе армянскими властями. В частности, 21 мая 2010 года Кэтрин Эштон, Верховный представитель Союза по иностранным делам и политике безопасности сообщила, что Европейский союз не признаёт конституционные и юридические рамки, в которых 23 мая 2010 года «будут проведены „парламентские выборы“ в Нагорном Карабахе» и что «это событие не должно помешать мирному урегулированию Нагорно-Карабахского конфликта».
20 мая 2010 года Европарламент принял резолюцию о «необходимости стратегии ЕС по Южному Кавказу», в которой заявлено, что ЕС необходимо проводить стратегию по поддержке стабильности, процветания и разрешения конфликтов на Южном Кавказе. Территории, окружающие Нагорный Карабах, были охарактеризованы в резолюции как оккупированные территории Азербайджана, в ней выражалось мнение о необходимости незамедлительно отказаться от включения этих территорий в состав НКР. Также в ней отмечалось, что промежуточный статус Нагорного Карабаха может являться решением до момента определения окончательного статуса.
С 2012 года различные субнациональные правительственные органы в Соединённых Штатах Америки выступили с призывами к признанию НКР их национальным правительством. В то же время штат Вермонт в апреле 2014 года принял резолюцию, в которой отказался признавать независимость НКР, а штаты Аризона в январе 2014 года и Нью-Мексико в феврале 2014 года приняли резолюцию, признающую территориальную целостность Азербайджана. В 2016 году посольство США в Азербайджане выступило с заявлением о том, что внешняя государственная политика США определяется на уровне федерального правительства, и что Соединённые Штаты не признают НКР.
20 октября 2020 года президент Азербайджана Ильхам Алиев заявил, что Азербайджан прервёт все связи со страной, которая призна́ет НКР.
25 ноября 2020 года Сенат Франции принял резолюцию с рекомендацией признать независимость НКР, МИД Азербайджана расценил эту резолюцию как «провокацию». Однако после принятия Сенатом Франции резолюции официальный представитель МИД Франции заявил, что «Франция не признаёт самопровозглашённую Нагорно-Карабахскую Республику».
8 декабря 2020 года Сенат Канады отклонил предложение об «осуждении азербайджано-турецкой агрессии» и признании независимости НКР.

## Перемещённые лица
Конфликт в Нагорном Карабахе привёл к перемещению 597 000 азербайджанцев (в их числе 230 000 детей, рождённых позже у внутренне перемещённых лиц (ВПЛ), и
54 000 вернувшихся), включая Нагорный Карабах (40 688 человек или 22 % населения НКАО до начала конфликта)
и 220 000 азербайджанцев, 18 000 курдов и 3500 русских, бежавших из Армении в Азербайджан с 1988 по 1989 год. По оценкам правительства Азербайджана, 63 % ВПЛ жили за чертой бедности по сравнению с 49 % от общей численности населения. В столице, Баку, проживало около 154 тысяч человек. По данным Международной организации по миграции, 40 000 вынужденных переселенцев жили в лагерях, 60 000 — в землянках и 20 000 — в железнодорожных вагонах. 40 000 ВПЛ проживали в поселениях, финансируемых ЕС, и УВКБ ООН предоставило жильё ещё 40 тысячам. Ещё 5000 ВПЛ жили в заброшенных или быстро разрушающихся школах. Другие жили в поездах, на обочинах дорог в незавершённых постройках или в общественных зданиях, таких как туристические и медицинские учреждения. Десятки тысяч человек жили в семи палаточных лагерях, где плохое водоснабжение и санитария вызывали желудочно-кишечные инфекции, туберкулёз и малярию.
Правительство потребовало, чтобы ВПЛ регистрировали своё место жительства, чтобы лучше ориентироваться на ограниченную и в значительной степени неадекватную национальную и международную помощь из-за того, что армяне выступали за то, чтобы США наложили ограничения на гуманитарную помощь Азербайджану. Многие ВПЛ были из сельской местности, и им было трудно интегрироваться на городской рынок труда. Многие международные гуманитарные агентства сократили или прекратили помощь ВПЛ, сославшись на рост нефтяных доходов страны. Младенческая смертность среди перемещённых азербайджанских детей в 3-4 раза выше, чем среди остального населения. Уровень мертворождённых среди внутренне перемещённых лиц составил 88,2 на 1000 рождений. Большинство перемещённых лиц прожило в тяжёлых условиях более 13 лет.
Из 483 520 армян, живших в Азербайджанской ССР в 1970 году, к 1995 году оставалось лишь 126 400 в пределах Нагорного Карабаха. В границах Нагорно-Карабахской автономной области в результате войны 1992—1994 годов, армянское население сократилось на более чем 30 000 человек.
При этом, в период с 1980 по 1988 годы, территорию Азербайджанской ССР покинули 143 134 армян и ещё 280 000 человек — практически все этнические армяне, бежавшие из Азербайджана во время 1988—1993 войны из-за спорного региона Нагорного Карабаха — живут в положении беженцев в Армении. Некоторые уехали из страны, в основном в Россию. Их дети, рождённые в Армении, автоматически получают гражданство. Таким образом, их количество постоянно сокращается из-за отъезда и отмены регистрации, необходимой для натурализации. Из них около 250 000 бежали из Азербайджана (районы за пределами Нагорного Карабаха) после 1988 года; примерно 30 000 человек прибыли из Нагорного Карабаха. В конце года все были зарегистрированы в правительстве как беженцы.
После возвращения Азербайджаном в 2020 году контроля над районами, потерянными в Первой карабахской войне, началось возвращение в них азербайджанских беженцев. Хотя многие города были непригодны для проживания, правительство Азербайджана и некоторые азербайджанские компании объявили о планах по восстановлению инфраструктуры и инвестированию на этих территориях.

## Режим посещения
Въезд и выезд в НКР осуществлялся только по автомагистрали Горис — Степанакерт.
Граждане стран СНГ могли посещать Нагорный Карабах без визы при наличии действительных загранпаспортов (либо заменяющих документов); гражданам остальных стран и лицам без гражданства были нужны въездные визы, выдаваемые представительством НКР в Армении. Визы на въезд в Нагорно-Карабахскую Республику иностранным гражданам выдавались в Постоянном представительстве НКР в Республике Армении (ул. Наири Зарьяна 17а/2, Ереван, Армения 0051), на погранично-контрольных пунктах НКР и в Консульском отделе Министерства иностранных дел НКР в г. Степанакерте.
Для всех въезжающих в пределы республики, но не являющихся гражданами НКР, была обязательна регистрация в консульской службе МИД НКР в Степанакерте; разрешённые сроки пребывания и маршруты передвижения определялись при этой регистрации. Отсутствие такой регистрации считалось нарушением режима пребывания иностранцев в НКР и могло привести к выдворению из НКР с конфискацией кино-фото-видеоматериалов, другой печатной и информационной продукции.
Наличие отметок в паспорте, регистрации в НКР, других документов, чеков, фотографий и прочих свидетельств пребывания на территории республики может повлечь санкции (от запрета на въезд до лишения свободы) в Азербайджане, который считал НКР своей оккупированной территорией, а въезд иностранцев на неё без разрешения азербайджанских властей — незаконным. В феврале 2016 года гражданин Израиля, России и Украины Александр Лапшин, ранее посещавший НКР без разрешения азербайджанских властей, был выдан Беларусью Азербайджану, где его по уголовным обвинениям в незаконном пересечении границы и публичных призывах против государства осудили на три года тюрьмы.

## Экономика

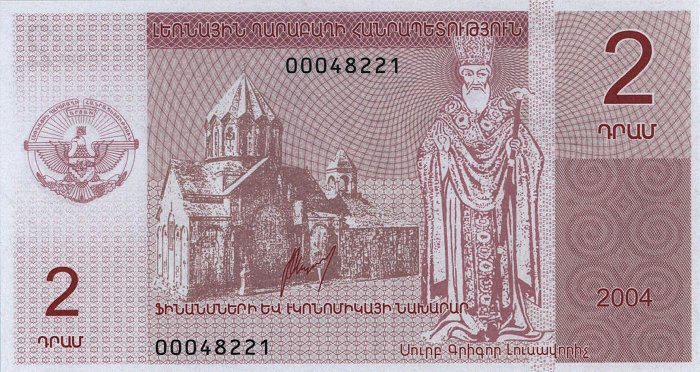
Карабахский драм

Экономика НКР была полностью уничтожена во время Первой карабахской войны (1991—1994). Усилиями местного бизнеса, бизнеса Армении и инвестициям армянской диаспоры появились новые заводы, фабрики, маленькие и крупные предприятия, которые оживили экономическую жизнь. Инвестиции в основном направлялись в гидроэнергетику, виноградарство, сельскохозяйственное производство, разработку природных ресурсов, туризм и информационные технологии. До Второй карабахской войны в НКР действовали предприятия лесопереработки, пищевой и лёгкой промышленности, изготовления ювелирной продукции и другие. Активно развивалась туристическая инфраструктура, строились новые туристические центры, гостиницы и маршруты.
Нагорный Карабах очень богат минералами и минеральными водами. Здесь можно найти золото, серебро, медь, цветные металлы, железо, цинк, гранит, мрамор, драгоценные камни, огнеупорную глину и другие минералы. Добыча меди и золота развивалась с 2002 года благодаря разработке и запуску операций в месторождении Дрмбон. Ежегодно производилось около 27—28 тысяч тонн (сырой массы) концентратов со средним содержанием меди 19—21 % и содержанием золота 32—34 г/т. Азербайджан считал любую неподконтрольную ему добычу полезных ископаемых в Нагорном Карабахе незаконной и обещал привлечь международную аудиторскую компанию для определения понесённого страной ущерба. В 2018 году правительство Азербайджана объявило, что планирует обратиться в международный суд и правоохранительные органы стран, в которых зарегистрированы добывающие компании.
Армения и НКР имели общие таможенную и банковскую системы и фактически пользовались одной и той же валютой — армянским драмом.
Вторая карабахская война (2020) имела катастрофические последствия для экономики Нагорного Карабаха. Непризнанную республику покинули десятки тысяч жителей, а сама она потеряла 75 — 80 % контролируемой с 1994 года территории. Если до войны Армения финансировала до 60 % бюджета НКР, то к 2021 году эта сумма возросла до 90 %. За прошедший после войны год ВВП Нагорного Карабаха снизился на 28 %, а производство электроэнергии упало почти в три с половиной раза по причине перехода большей части гидроэлектростанций под контроль Азербайджана. НКР также лишилась доступа к истокам рек, обеспечивающим 98 % водных потребностей региона. Экспорт непризнанной республики упал вдвое. Был утрачен контроль над золоторудными месторождениями Кельбаджарского района. Пострадало и сельское хозяйство: Нагорный Карабах лишился половины всего поголовья скота и 75 % пахотных земель. Объёмы сельского хозяйства снизились на 54 %, а Азербайджану досталась бо́льшая часть имевшейся в наличии сельскохозяйственной техники.

## Образование

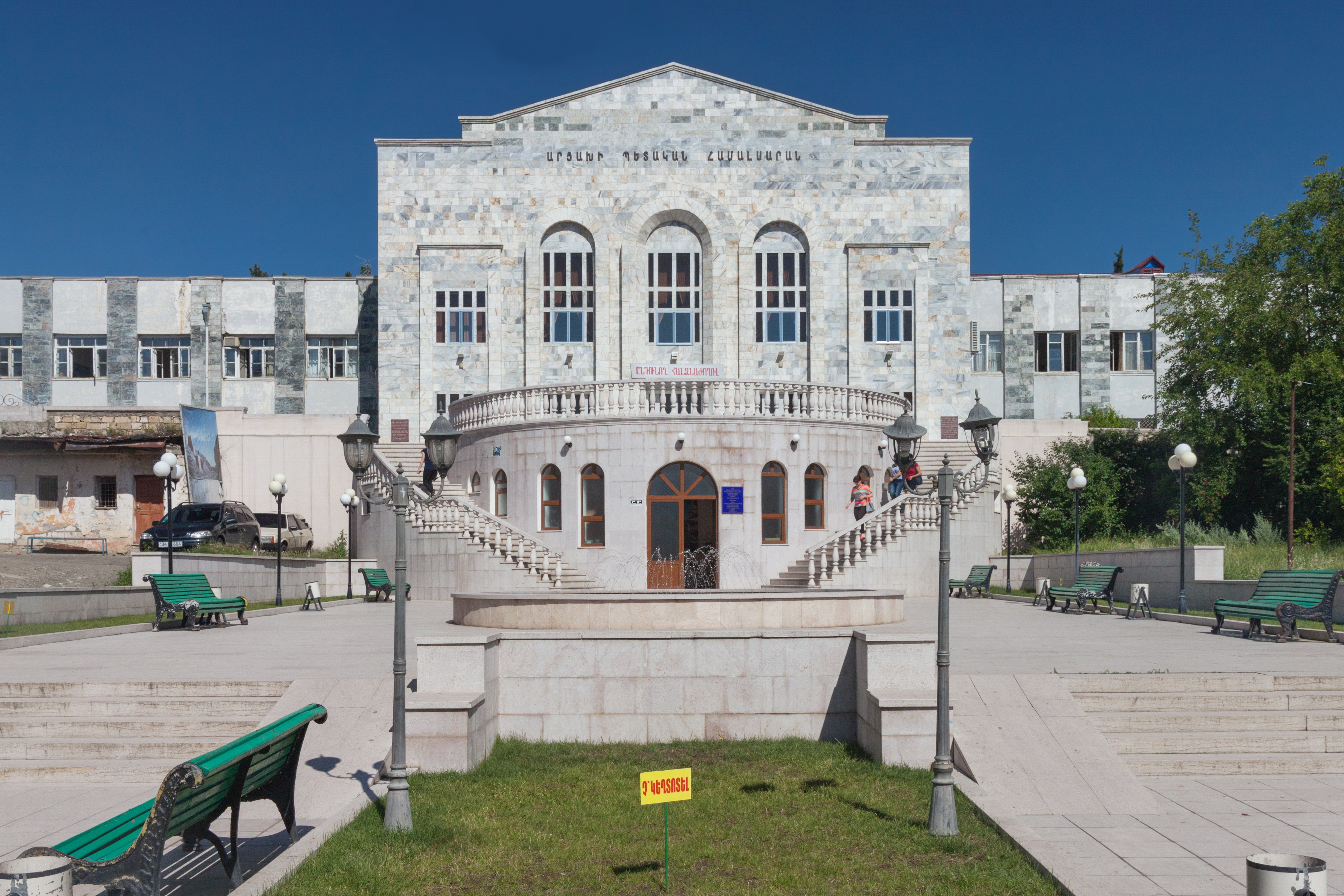
Арцахский государственный университет

Образование в НКР было обязательным и бесплатным до 18 лет, система образования унаследована от советской. Школьная система сильно пострадала из-за Первой карабахской войны, но правительство республики при значительной помощи Армении и на пожертвования армянской диаспоры восстановило многие школы. До Второй карабахской войны в НКР было около 250 школ разного размера, из них более 200 находились в регионах. Численность студентов оценивалась более чем в 20 000 человек, почти половина из которых проживала в Степанакерте.
В Степанакерте действовали Арцахский государственный университет (созданный на базе основанного в 1969 году Степанакертского педагогического института) и Центр креативных технологий «Тумо».

## Культура и искусство

### Музеи НКР
- Государственный историко-краеведческий музей Арцаха — г. Степанакерт (Ханкенди)[4][163]
- Музей памяти погибших воинов-азатамартиков — г. Степанакерт (Ханкенди)[4][163]
- Дом-музей Никола Думана (Музей народной архитектуры, этнографии и сельского быта) — с. Кышлак (Цахкашат) Аскеранского района[163]

### Театры НКР

Степанакертский армянский драматический театр имени Ваграма Папазяна

- Степанакертский армянский драматический театр имени Ваграма Папазяна

## Достопримечательности
Неполный список достопримечательностей Нагорного Карабаха:
- Амарас — армянский монастырь IV века. Расположен в Мартунинском районе.
- Гандзасарский монастырь — армянский монастырь XIII века. Расположен в Мартакертском районе.
- Монастырь Ерек Манкунк — армянский монастырь XVII века. Расположен в Мартакертском районе.
- Каганкатуйк — руины древнего армянского поселения. Расположены в Мартакертском районе.
- Аскеранская крепость — одна из наиболее известных крепостей Нагорного Карбаха. Расположена в Аскеранском районе.
- Хоханаберд (крепость) — одна из лучших крепостей средневекового Хаченского княжества и его центр. Построена по приказу Гасан-Джалала Дола.
- «Мы — наши горы» — монумент на вершине холма при въезде в Степанакерт[3] (Ханкенди[4]).
- Качагакаберд (крепость)
- Кармираван (монастырь) — армянский монастырь начала XIII века

Достопримечательности Нагорного Карабаха
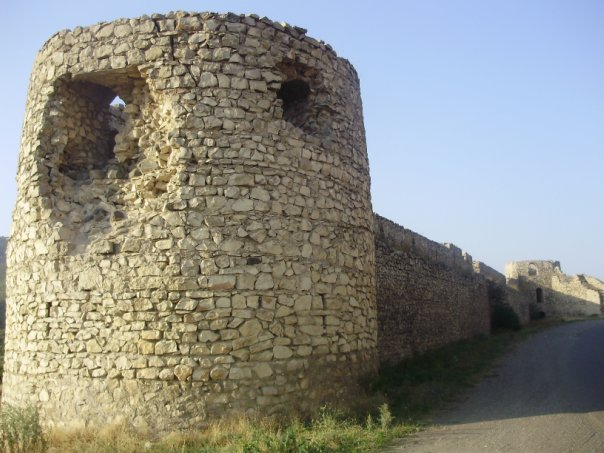
Аскеранская крепость
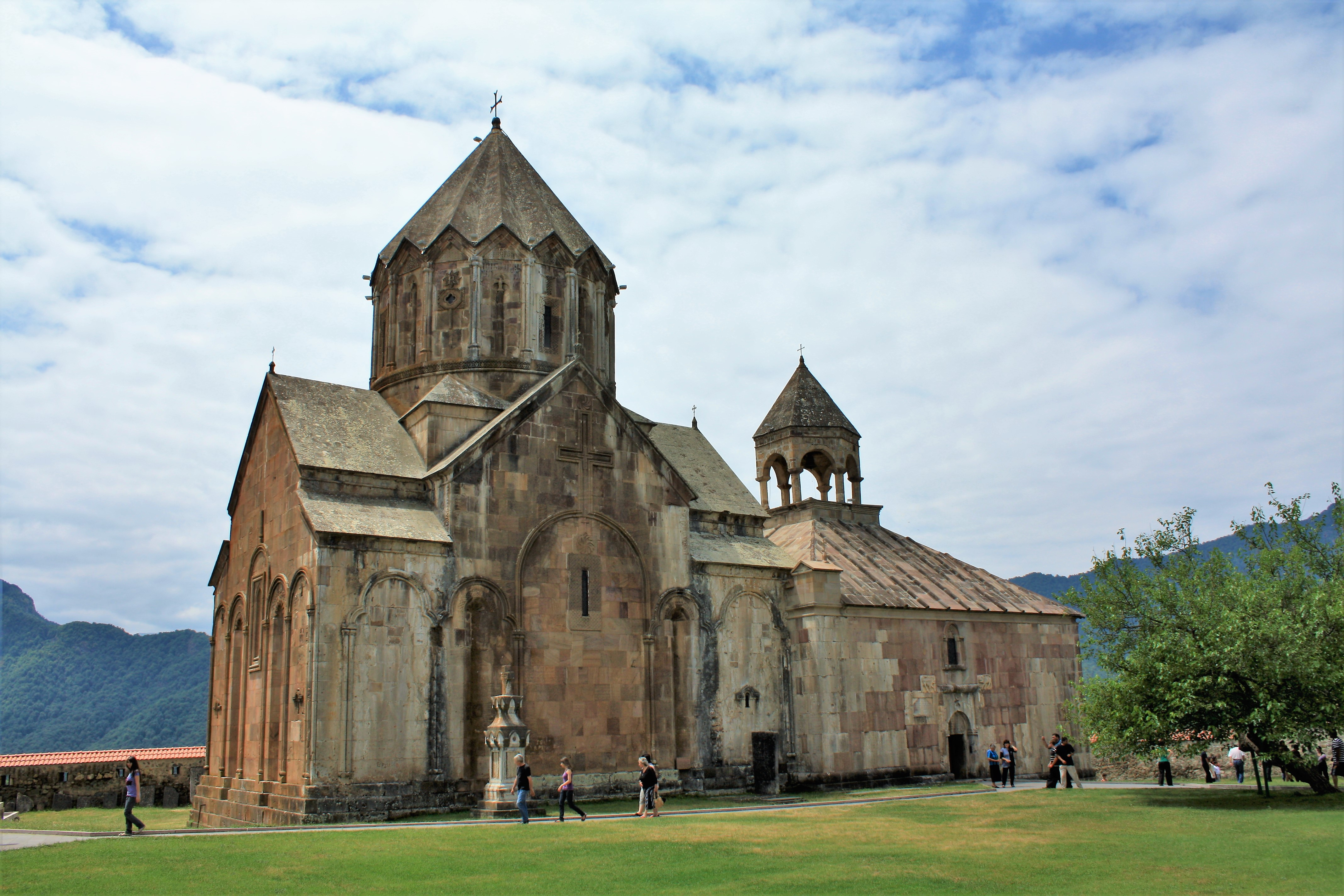
Монастырь Гандзасар
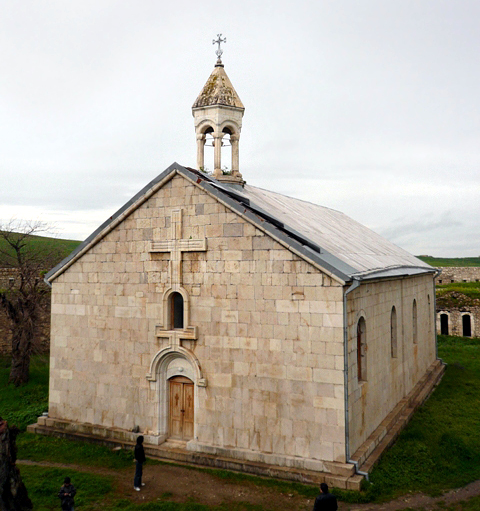
Амарас — армянский монастырь IV века